# Gonomyia nigrotuberculata
Gonomyia nigrotuberculata là một loài ruồi trong họ Limoniidae. Chúng phân bố ở miền Cổ bắc.